# Я тебя люблю
 (прев. Волим те) је првa песма са албума Блажь руског музичара Николаја Носкова.

## О песми
Певач је песму посветио својој жени, Марини. Песма говори о томе где год да се неко налазио, особа је и даље у мислима и у срцу. За ову песму Носков је освојио престижну музичку награду руског радија "Златни грамофон" (рус. Золотой граммофон).

## Спот
Видео се одиграва на различитим местима: у менталној болници, на улици, у дому. Николаја излуђује жеља да зна где је она и са ким је сада.